# Le Cycle du guerrier de Mars
Le Cycle du guerrier de Mars (titre original : Kane of Old Mars) est une uchronie, écrite par Michael Moorcock sous le pseudonyme d’Edward Powys Bradbury (en hommage au Cycle de Mars de Edgar Rice Burroughs et de Ray Bradbury, mettant en scène les aventures sur Mars du savant Michael Kane, une incarnation du Champion éternel.
Cette trilogie est une œuvre de science fantasy, une uchronie où le héros se retrouve propulsé par une expérience longtemps dans le passé et sur une autre planète peuplée de créatures fantastiques. C'est pourquoi cette œuvre appartient autant à la fantasy qu'à la science-fiction.

## Résumé
Michael Kane est un savant qui invente un transmetteur de matière. Mais lors d'un essai la machine le propulse à travers l'espace et le temps, sur Mars, des millions d'années avant son époque. Mars est peuplée d'hommes, mais c'est un monde féodal et guerrier. Au service de la princesse Shizala, Kane affrontera à l'aide de son épée une multitude de dangers sur la planète rouge.

## Livres du cycle
1. La Cité de la Bête (Warrior of Mars / City of the Beast, 1965)
2. Le Seigneur des araignées (Blades of Mars / Lord of the Spiders, 1965)
3. Les Maîtres de la fosse (Barbarians of Mars / Masters of the Pit, 1965)

## Nations
- Karnala
- Mishim Tep : plus vieil allié de Karnala
- Argzoon : Géants Bleus, habitant le grand nord de Vashu
- Sheev
- Iridala
- Walavala
- Vladnyar : vieux ennemi de Karnala, au nord de Karnala au-delà de Narvaash
- Srinaï
- Yaksha : ils étaient les ennemis des Sheev mais à l’origine de la même race.
- Mendishar : peuple d'origine des géants bleus, dont une partie s'est séparée il y a plusieurs milliers d'années à cause des Yaksha pour devenir des Argzoon
- Shaassazheen
- Jelusa : cousins des mercenaires de Mishim Tep
- Bagarad : barbares de l'autre côté de la Mer de l'Ouest
- Dogues de Hahg : hommes-chiens
- Purha : hommes-chats
- Premiers Maîtres ou Jihadoo : race ancienne des Argzoon avec des ailes, bleu pâle, à bouche béante rouge et longues défenses blanches, bannie de Mendishar à cause de leurs expériences de magie noire
- Pérodi : hommes à petite tête
- Civinik : hommes à la peau jaune citron

## Personnages
- Michael Kane
- Edward Powys Bradbury : écrivain et ami de Michael Kane
- M. Clarchet : un français qui est devenu le maître d'arme de Michael Kane
- Docteur Logan : Assistant de Michael Kane
- Shizala : Bradhinaka de Varnal, taillé élancée et svelte, chevelure longue et flottante d'une couleur d'or, un visage ovale avec le teint blanc et frais. Elle est nue, à part une pièce de tissu enroulée autour de ses épaules et une large ceinture de cuir à la taille avec une épée courte et un pistolet
- Darnad : frère de Shizala, Bradhinak et Pukan-Nara de Varnal
- Telem Fas Ogdai : Bradhinak de Mishim Tep
- Kanak Mard : Capitaine Argzoon (†)
- Horguhl : Femme au cheveux noir de la nation Vladnyar
- Belet vor : Brigand de Narlet et ami de Darnad (†)
- Chinod Saï : Bradhi de Narlet (†)
- Akar : garde de Chinod Saï
- Morda Kohn : nouveau Bradhi de Narlet
- Ornak Dia : esclave des Argzoon
- Movat Jard du clan de Movat-Tyk : Argzoon dont Michael Kane a épargné la vie lors de l'attaque de Varnal, il a aidé Michael Kane contre le Grand N'aal et il est devenu son ami
- Carnak : Prisonnier des Argzoon, Bradhi de Varnal et père de Shizala
- Hool Haji : Bradhinak légitime de Mendishar
- Jewar Baru : Pukan-Nara de la Prisosa, qui tua l'ancien Bradhi pour le remplacer. La famille de l'ancien Bradhi (dont Hool Haji) fut obligée de fuir
- Morahi Vaja : maire (cilak) de Asde-Trahi
- Ora Lis : sœur de Morahi Vaja (†)
- Khal hira : chef de village Mendishar(†)
- Jil Deera : guerrier Mendishar
- Vas Oola : guerrier Mendishar
- Bac Puri : guerrier Mendishar(†)
- La Grande Mishassa : Araignée géante, la dernière des Shaassazheen
- Vorum Saz Hazhi : jeune capitaine guerrier de Mishim Tep
- Bolig Fas Ogdai : bradhi de Mishim Tep
- Toxo : de la guilde des Jelusa
- Blemplac le Fou : a inhalé les fleurs de Modnaf et aurait créé les sables mouvants de Golana
- Barane Dasa : maître des forges de Cend-Amrid, il est "un" des "Onze"
- Ala Mara : jeune et jolie fille de Cend-Amrid, nièce de Barane Dasa
- Rokin le Doré : chef des Bagarad
- Zornorn le Pourfendeur : Bagarad, meilleur lieutenant de Rokin le Doré(†)
- Fasa : fille-chat
- Slurra : vieil oncle de Fasa
- Mispash le Fondateur : fondateur du peuple chat et le plus sage des prophètes
- Zapha : capitaine des hommes-chats
- Mas rava : jadis médecin à la cour de Mishim Tep, qui serait devenu immortel

## Dieux
- Raharumara : le dieu principal des Argzoon

## Géographie
- planètes:
  - Vashu : Mars
  - Urnoo et Garkoo : Phobos et Deimos
  - Negalu : Terre
- villes:
  - Varnal : capitale de la nation Karnala, "...Cité aux Vertes Brumes avec ses beffrois en flèche et ses colonnades, ses ziggourats et ses dômes...", dans l’hémisphère sud de Vashu.
  - Mishim Tep (3 000 kilomètres au sud de Varnal)
  - Narlet : Cité de Voleurs à la limite de la Plaine Pourpre au Nord
  - Cité Noire : ville des Argzoon
  - Mendisharling : capitale de Mendishar
  - Asde-Trahi : village rebelle de Mendishar
  - Sala-Ras : village de Mendishar?
  - Mih-Sa-Voh : la Cité des Joyaux, capitale de Mishim Tep
  - Cend-Amrid : ville dont les habitants sont très doués pour la mécanique
  - Opquel : ville entre Cend-Amrid et Varnal
  - Fiola : ville entre Cend-Amrid et Varnal
  - Ishal : ville entre Cend-Amrid et Varnal
- lieux:
  - Collines Murmurantes
  - Fleuve Haal
  - Plaine Pourpre
  - Désert du Regret
  - Fleuve Carzax
  - Forêt
  - Terre de la Fatalité
  - Monts Argzoon
  - Caverne Ténébreuses : le Royaume Blafard de la Mort
  - Portes de Gor Deplus : entrée des Cavernes ténébreuses
  - Tour de Vulse : bâtiment de la Cité noire
  - Plaine désertique : avec des rochers orange
  - Mendishar : loin au nord des Caverne Ténébreuses
  - désert de sable noir au NO de Mendishar
  - tour dans le désert : complexe Yaksha resté à l'oubli
  - "terre de maléfice" :  bien loin à l'ouest de Mendishar après l'océan, couvert de jungle, où il y a eu une guerre atomique et des mutations
  - Modnaf (fleurs de)
  - sable mouvant de Golana
  - îles des lacs :
    - Drallab
    - K'cocroom
    - S'Sidla
    - Nosirrah

## Objets
- Akashasard : vaisseaux éthéraux construits par les Sheev

## Créatures
- mizip : animal docile, amical et domestique, entre l’éléphant et le cheval, mauve et vert, avec un œil cyclopéen à facettes, avec une double queue reptilienne, et trois défenses blanches et recourbées sur une tête plate presque féline
- dahara : bête de monture et attelage de grande force et d'endurance, ressemblant à un grand singe avec une queue de kangourou et des membres postérieurs plus développés que les antérieurs
- heela : huit pattes se terminant par des griffes recourbées, deux très avec des dents acérées, des yeux jaunâtres et des narines fumantes
- Grand N'aal : serpent géant qui hante les sous-sols de la Grande Caverne. Incarnation de Raharumara pour les Argzoon
- rhadari : créature visqueuse et cristalline, 18 à 20 kilodas de haut et 30 kilodas de long, avec une Gueule avec des crocs puissants et brillants comme du cristal, un seul œil à facettes et 4 membres.
- "gnomes" : homme avec des pattes d'araignée, créé par des expériences dans les laboratoires des Shaassazheen
- heela avec de ailes de 2 tonnes
- rhéti : énorme campagnol
- mère de mer : gigantesque créature marine ressemblant à un hippopotame avec une tête d'ornithorynque
- n'heer : grande créature marine extrêmement myope avec une tête pointue

## Vocabulaire
- Bradhi : Roi
- Bradhinak : Prince
- Bradhinaka : Princesse
- Pukan : guerrier
- Pukan-Nara : Maître dans le domaine guerrier
- Ino-Pukan : guerrier d'un grade équivalent à sergent
- bâsu : boisson et stimulant léger comme le café
- vrazha : bien
- kiloda : plusieurs dizaines de centimètres
- shati : le huitième d'une heure terrestre
- oxël : combustible et plante arborescente de couleur brune qui pousse entre les pierres dans la plaine désertique
- inrak : coquillage
- Priosa : garde royale du Bradhi de Mendishar
- Pukan-Nara  de la Priosa : ~ Commandant en chef de la Priosa

- cilak : chef de village
- orcilak : chef de ville
- suffixe ak désignant celui qui a le pouvoir sur ses compagnons
- cil : petite communauté
- orcil : plus grande communauté
- La Mort Rugissante : vent puissant en direction de l'ouest dans le désert de sable noir
- hwok'kak : insulte, reptile aux mœurs dégoûtantes
- fleurs de Modnaf :plante dangereuses qui produit une sorte de léthargie puis des crises de folie

## Publication
- en 1987 chez Albin Michel, Traduction de Christophe Wall-Romana, illustration de Philippe Druillet :
  - coll. Épées et dragons no 1 : La cité de la Bête  (ISBN 2-226-03030-1).
  - coll. Épées et dragons no 2 : Le seigneur des araignées  (ISBN 2-226-03026-3).
  - coll. Épées et dragons no 7 : Les maîtres de la fosse  (ISBN 2-226-03054-9).
- en février 2008 les éditions Omnibus publie Le Cycle du Guerrier de Mars complet et condensé en un volume renfermant la trilogie suivis de Sojan et de La sorcière perdue. Illustration de Didier Thimonier  (ISBN 978-2-258-07664-8).
- en juillet 2011 les éditions Club France Loisirs publie Le Cycle du Guerrier de Mars complet et condensé en un volume renfermant la trilogie suivis de Sojan et de La sorcière perdue.  (ISBN 978-2-298-04388-4).